# ロバート・ハリス (1948年生)
ロバート・ハリス（Robert Alan Harris, 1948年9月20日 - ）は、日本のDJ、旅行作家、エッセイスト。

## 人物・来歴
神奈川県横浜市生まれ。
ウェールズ人で「百万人の英語」などの英語講師を務めたJ・B・ハリスを父に、日本人で眼科医の平柳富美子を母に、日本とイギリスのクオーターとして生まれる。日本名は平柳 進（ひらやなぎ すすむ）で、2人の弟は他界している。父方の祖母・平柳うらは千葉県出身。
セント・ジョセフ・インターナショナル・カレッジを経て上智大学在学中にアメリカ・カリフォルニアヘ留学する。1971年に東南アジアを放浪してバリ島に1年間滞在後、オーストラリアに16年間滞在してシドニーで書店兼画廊の「EXILES（エグザイルス）」を経営する。ABCオーストラリアで日本映画の英語字幕を担当したのちにテレビ映画の製作に参加。オーストラリアで犯罪を犯し罰金を払わず刑務所で数週間過ごす。日本に帰国後はJ-WAVEでラジオパーソナリティや作家として活動する。
オーストラリア滞在中に最初の結婚をして息子が生まれるも離婚。その後日本に帰国してから数年後に再婚し、1998年頃に娘が生まれた。
2024年10月4日、自身がパーソナリティーを務めるラジオ番組、『Otona no Radio Alexandria』（interfm / JFN系）にて、自身が初期の食道がんに罹患している事を公表した。

## 著作
- 『エグザイルス』（講談社） 1997年
- 『エグザイルス・ギャング』（東京書籍） 1998年
- 『ワイルドサイドを歩け』（講談社） 1999年
- 『地図のない国から』（幻冬舎） 1999年
- 『黒くぬれ! アウトロー白書』（祥伝社） 2001年
- 『幻の島を求めて 終わりなき旅路 エーゲ海編』（東京書籍） 2003年
- 『人生の100のリスト』 （講談社） 2004年
- 『MOROCCO ON THE ROAD 終わりなき旅路 モロッコ編』（東京書籍） 2005年
- 『ワイルド・アット・ハート 眠ってしまった冒険者たちへ』（東洋経済新報社） 2007年
- 『知られざるイタリアへ』（東京書籍） 2008年
- 『旅に出ろ! ヴァガボンディング・ブック』（ヴィレッジブックス） 2008年
- 『アフォリズム』（サンクチュアリ・パブリッシング） 2010年
- 『JJ 横浜ダイアリーズ』（講談社） 2018年9月

### 共著
- 『女々しい男でいいじゃないか。』 (中谷彰宏共著、メディアファクトリー） 2002年

## 翻訳
- 『旅に出ろ! - ヴァガボンディング・ガイド』 (Rolf Potts原著) （ヴィレッジブックス） 2007年

## ラジオ番組

### 現在出演をしているラジオ番組
- 『Otona no Radio Alexandria』 - InterFM897 月 - 金曜日 11:00 - 12:54、JFN加盟局 月 - 金曜日 11:30 - 12:55（2021年4月1日-）
- 『RADIO BOHEMIA』 - FMおだわら 、FM千里 土曜日 23:00 - 24:00
- 『RADIO EXILES』 - 会員制ラジオ・ネット配信  土曜日 23:00 - 24:00 https://robertharris.jp

### かつて担当したラジオ番組
- 『Across The View』 - J-WAVE  月-金曜日 25:00-27:00 (出演は不定期)
- 『POST MERIDIAN』 - J-WAVE 月-金曜日 12:00-15:00
- 『MOTHER LABYRINTH』 - J-WAVE 土曜日 25:00-27:00(1993年), 日曜日 23:30-24:30(1994年)
- 『BMW SENSE & EMOTION』 - J-WAVE 月-金曜日 23:00-23:30
- 『SUBARU PARADISE GARAGE』 - J-WAVE 土曜日 17:00-17:54
- 『DoCoMo Beat On The Road』 - J-WAVE 日曜日 22:00-22:54
- 『DoCoMo Colors Of Life』 - J-WAVE 土曜日 17:00-17:55
- 『MIDNIGHT GARDEN』(with 坂本美雨) - J-WAVE 月-木曜日 24:00-24:30
- 『Elan Vital』 - Love FM 水-金曜日 22:00-24:00
- 『SAISON AMERICAN EXPRESS CARD VINTAGE GARAGE』 - J-WAVE 日曜日 18:00-18:54

## テレビ番組

### かつて担当したテレビ番組
- ウゴウゴ・ルーガ （フジテレビ）
- カイジGAME1 （フジテレビ）
- ロバート・ハリスのとーくセッション （BS11デジタル）
- The ゲームナイト （BS日テレ）
- 熱中時間 （NHK） - バックギャモン熱中人として